# Eleição para o Senado federal por Nova Iorque em 2012
A eleição para o senado do estado americano de Nova Iorque foi realizada em 6 de novembro de 2012 em simultâneo com as eleições para a câmara dos representantes, para o senado, para alguns governos estaduais e para o presidente da república. A senadora democrata Kirsten Gillibrand concorreu a reeleição para um primeiro mandato completo contra Wendy E. Long. Kirsten Gillibrand foi reeleita com 75% dos votos.

## Resultados
|  | Democrata   | Kirsten Gillibrand | 4.212.518 | 75,02% |
|  | Republicano | Wendy Long         | 1.316.893 | 23,45% |
|  | Outros      | Outros             | 85.085    | 1,53%  |
|  | Total:      | Total:             | 5.614.496 | 100%   |